# Bertil Thorngren
Sven Bertil Thorngren, född 31 augusti 1940 i Uppsala, är en svensk ekonom.

## Utbildning
Bertil Thorngren blev civilekonom vid Handelshögskolan i Stockholm 1963 och avlade ekonomie licentiatexamen där 1967. Thorngren disputerade vid samma lärosäte 1972 för ekonomie doktorsexamen på en avhandling om regional strukturanalys. 

## Karriär
Thorngren blev docent vid Handelshögskolan i Stockholm 1974. Han var därefter verksam också vid ett antal andra universitet  och forskningsinstitut inom och utom landet.  Under sin tid som strategi- och planeringschef på Televerket  och Telia var han 1980 initiativtagare till tankesmedjan  TELDOK och var dess ordförande till nedläggningen 2006.
Han återvände 1997 till Handelshögskolan, där han blev chef för ett nyinrättat Center for Information and Communications  Research (CIC). Han efterträddes 2007 av professor Per Andersson. Thorngren har därefter varit verksam inom Stockholm School of Economics  Institute for Research (SIR).

## Utmärkelser
- Ledamot av Ingenjörsvetenskapsakademin, invald 1993